# Harry J. Lennix
Harry Lennox Harry Joseph Lennix, född 16 november 1964 i Chicago, Illinois. Harry är en amerikansk skådespelare, mest känd från Matrix-serien, The Five Heartbeats, etc. Han medverkar i Joss Whedons TV-serie Dollhouse som sändes åren 2009-2010.

## Filmografi (urval)
- 1991 – The Five Heartbeats
- 2003 – The Matrix Revolutions
- 2004 – Suspect Zero
- 2004 – Ray
- 2007 – Across the Universe
- 2013 – Man of Steel
- 2016 – Batman v Superman: Dawn of Justice
- 2009-2010 - Dollhouse (TV-serie)
- 2013 – The Blacklist (TV-serie)

## Fotnoter
1. ↑  Internet Broadway Database, Internet Broadway Database person-ID: 456786, läst: 9 oktober 2017.[källa från Wikidata]
2. ↑  läs online, www.aveleyman.com .[källa från Wikidata]
3. ↑  läs online, www.watchstreamonline.com .[källa från Wikidata]
4. ↑  Tjeckiska nationalbibliotekets databas, NKC-ID: xx0313269, läst: 17 november 2024.[källa från Wikidata]